# PGM Ragusa Dubrovnik
Le PGM Ragusa Dubrovnik est un club féminin croate de basket-ball situé dans la ville de Dubrovnik. L'équipe appartient à l'élite du championnat croate.

## Entraîneurs successifs
- Depuis ? : -